# Pavel Thein
Pavel Thein (20. listopadu 1898 Pardubice – 5. července 1976 Pardubice) byl český právník židovského původu, který se během svého života stal obětí nacistické perzekuce i komunistického režimu. Jeho život a profesní dráha představují důležitou kapitolu československé právní historie a historie židovské komunity v Pardubicích.

## Život
Pavel Thein pocházel ze židovské rodiny s výraznými společenskými vazbami. Jeho otec Bertold Thein byl koncipient významného českého politika Jana Žáka, známého svou činností v Pardubicích. Matka Olga, rozená Winternitzová, pocházela z vážené pardubické židovské rodiny. Měl dva sourozence. Jeho bratr Jaroslav byl básník, ale zemřel v mladém věku na tuberkulózu, což rodinu hluboce zasáhlo. Sestra Helena se stejně jako otec věnovala právnické kariéře. Rodiče Pavla vedli k důrazu na vzdělání a spravedlnost, což se odrazilo v jeho budoucí profesní dráze. Své středoškolské vzdělání započal v Pardubicích, avšak kvůli rodinným i osobním okolnostem studium na místní střední škole nedokončil. Po přesunu do Prahy, se do školy vrátil a studia úspěšně dokončil, následně byl přijat na Právnickou fakultu Univerzity Karlovy. Soustředil se především na civilní právo. Během svých vysokoškolských studií zažil formování nového Československého státu po roce 1918, což výrazně ovlivnilo jeho právní a společenské postoje. V roce 1921 úspěšně zakončil studium získáním titulu doktora práv.

### Profesní kariéra
Po ukončení studií se vrátil do Pardubic, kde si otevřel advokátní kancelář. Již od počátku své kariéry se zaměřil na obhajobu práv menšin, sociálně slabších vrstev a na případy spojené se spravedlivým zacházením v rámci právního systému. Tato činnost mu brzy přinesla pověst spravedlivého a nekompromisního právníka. V roce 1929 přijal pracovní nabídku v Praze, kde rozšířil svou advokátní praxi. Ve druhé polovině 30. let se však rozhodl vrátit zpět do Pardubic, kde obnovil svou kancelář a začal se více věnovat místní komunitě. Jeho celoživotní vášní se stalo divadlo, přičemž v Pardubicích aktivně režíroval hry v rámci Akademického spolku pardubického. Byl členem Československé strany národně socialistické, aktivně se podílel na její činnosti a sdílel její demokratické a vlastenecké hodnoty. V roce 1938 byl zvolen členem pardubické městské rady. Kvůli svému židovskému původu byl však krátce poté nucen na svůj post rezignovat, což odráželo narůstající antisemitismus v tehdejší společnosti.

### Rodina
Mezi pardubickými ochotníky si našel i manželku. V roce 1929 se oženil s Jindřiškou Soukupovou (1905-1981) a společně měli dvě děti. Syn Karel (1930-2013) a dcera Věra (*1933) vyrůstali v období nacistické okupace, která zasáhla celou rodinu. Karel se stal respektovaným profesorem na univerzitě a věnoval se akademické dráze. Jeho sestra Věra Theinová se, stejně jako otec, zaměřila na právnickou profesi. Po svatbě bydleli Theinovi nejprve ve Sladkovského ulici u dr. Ježka, kde obývali čtyři pokoje s kuchyní. V roce 1939 se přestěhovali do Jindřišské ulice čp. 10. Pavel Theim byl známý svou oddaností nejen právu, ale také kulturnímu a historickému dědictví Pardubic. K jeho zálibám patřila historie, kterou zkoumal a publikoval o ní odborné články.

### Druhá světová válka
Pavel Thein byl během nacistické okupace postižen protižidovskými zákony, které mu znemožnily vykonávat jeho právnické povolání. Nesměl se angažovat ve veřejném ani profesním životě a byl vystaven dalším omezením, jako bylo zabavení majetku a nucená práce. I když byl židovského původu své rodné město nemusel opustit, důvodem byl původ jeho ženy, která byla nežidovkou árijského původu. Jeho syn se s ostatními židy dostal do transportu do Terezína.

### Poválečné osudy
Po skončení války se pokusil znovu etablovat ve své advokátní praxi, avšak období komunistického režimu mu přinášelo další překážky. Své práce se nevzdal a zůstal respektovanou osobností československého právního prostředí. Na sklonku svého života se stáhl do ústraní. Aktivně se zapojil do činnosti Klubu přátel historie a kultury v Pardubicích, kde pomáhal s dokumentací místních dějin. Jeho práce v klubu byla ceněna, především jeho přínos k poznání židovské komunity v regionu. Zemřel 5. července 1976 v Pardubicích, kde je také pochován. Jeho životní příběh je často uváděn jako příklad odvahy a vytrvalosti v době největších historických krizí 20. století.